# Fitness (Biologie)
Fitness (englisch fitness ‚Angepasstheit‘, ‚Tauglichkeit‘) ist ein Fachausdruck aus der Populationsgenetik. In Abgrenzung zur „körperlichen Fitness“ wird gelegentlich auch die Bezeichnung reproduktive Fitness gewählt.
Die „biologische Fitness“ ist nicht mit der im Deutschen verwendeten Bezeichnung „Sportlichkeit“ oder mit „gut trainiert“ gleichzusetzen. Das in diesem Zusammenhang oft erwähnte Zitat von Herbert Spencer, Survival of the Fittest, wird häufig falsch mit „Überleben der Stärksten“ übersetzt; tatsächlich bedeutet es „Überleben der Angepasstesten“.
Häufig benutzte Synonyme für Fitness sind Anpassungs- bzw. Adaptationswert, relative Überlebensrate oder Eignung.

## Darwin-Fitness
Trotz seiner zentralen Rolle in der Evolutionstheorie und der intuitiven Klarheit des Begriffs ist seine genaue Definition schwierig und er wird bis heute in leicht unterschiedlichen Bedeutungen gebraucht. Fitness ist ein Maß für die Anpassung (der Fachbegriff dafür ist Adaptation) eines Individuums oder eines Genotyps an seine Umwelt. Der adaptive Wert eines Merkmals (bzw. bei einem Gen: der Kodierung dieses Merkmals) bemisst sich danach, wie es sich auf die Anzahl von dessen Nachkommen auswirkt; eine Anpassung ist besser, wenn sie die Nachkommenzahl steigert, d. h. Fitness misst die Summe der Anpassungen anhand der Anzahl fortpflanzungsfähiger Nachkommen. Ein Individuum mit höherer Fitness hat also, unter exakt gleichen Umweltbedingungen, mehr Nachkommen als eines mit geringerer Fitness. Im Idealfall lassen sich die Eigenschaften, welche die höhere Nachkommenzahlen bewirken, bestimmen. Die Gesamtfitness kann durch den Effekt einzelner Merkmale des Individuums erklärt werden, beispielsweise seiner höheren Resistenz gegenüber Umweltfaktoren wie Trockenheit oder Kälte, seiner höheren Widerstandskraft gegenüber Parasiten oder einfach seiner höheren aktuellen Fortpflanzungsrate. Da die Nachkommen, durch Vererbung, ebenfalls über die günstigen Anpassungen verfügen, können sie sich im Verlaufe der Evolution durchsetzen, bis sich die Umweltbedingungen ändern. Reproduktive Fitness ist immer auf die aktuelle, jeweilige Umwelt des untersuchten Lebewesens bezogen. Daher lässt sie sich nicht abseits seines Lebensraums (z. B. im Labor) messen.
Die Messgröße „Fitness“ ist in der Evolutionstheorie nützlich, aber nicht zentral. Es ist ohne weiteres möglich, die Theorie ganz ohne diesen Begriff zu definieren und zu begründen. In der Tat kam Charles Darwin in seiner ursprünglichen Fassung der Evolutionstheorie ohne ihn aus, die Definition geht auch nicht auf ihn selbst zurück.
Bei der Untersuchung der Fitness ist es häufig sinnvoll, Teilprozesse wie Überlebensrate, Fortpflanzungsrate, Paarungserfolg, Lebensdauer usw. zu betrachten, da diese häufig leichter messbar sind. Sind die für die Gesamtfitness wesentlichen Teilprozesse ausgewählt worden, ist die so ermittelte Fitness eine gute Annäherung an die Gesamtfitness. Da für diese die Summe der Nachkommen über die gesamte Lebensdauer eines Individuums ermittelt werden müsste, ist ihre Messung in der Praxis oft zu aufwändig, vor allem bei Arten mit langlebigen oder versteckt lebenden, schwer zu beobachtenden Individuen.

## Fitness als populationsgenetischer Begriff
Die Populationsgenetiker haben den oben definierten Fitnessbegriff weitgehend unverändert übernommen. Um die Fitness in einer sinnvollen Art und Weise messen zu können, wurde der Begriff zudem etwas präzisiert und eine Beschreibung in mathematischer Sprache begründet. Dies war besonders erforderlich, um Fitness nicht nur als Eigenschaft einzelner Individuen, sondern auch von Populationen fassen zu können. Die einfachste Form, die „individuelle Fitness“, entspricht für das Individuum einfach der Definition. Für die Population kann ihr arithmetisches Mittel und ihre Varianz berechnet werden. Allerdings hängt die individuelle Fitness in im Einzelnen schwer durchschaubarer Weise von genetischen Anlagen und von den jeweiligen Umweltfaktoren ab. Deshalb wird eine weitere Größe eingeführt, die als „absolute Fitness“ bezeichnet wird, die ausschließlich auf den Genotyp bezogen wird. Die absolute Fitness ist dieser Definition entsprechend so etwas wie der mittlere Erwartungswert der Fitness für ein Individuum eines bestimmten Genotyps. Diese lässt sich für reinerbige Individuen bestimmen, indem größere Serien untersucht werden (zu beachten ist, dass die Definition der Fitness den Lebensraum mit einschließt, denn die Fitness ist vom Lebensraum abhängig). Die mittlere absolute Fitness entspricht genau der mittleren individuellen Fitness, da im zweiten Fall dieselben Individuen nur auf zwei oder mehr Untergruppen verteilt worden sind.
Absolute Fitnesswerte sind für eine Bearbeitung meist nicht relevant, da sie keine Vergleiche ermöglichen. Deshalb wird in der Regel der absolute Fitnesswert auf einen Vergleichswert normiert. Das Resultat wird dann als „relative Fitness“ bezeichnet. Meist wird die Fitness des fittesten Genotyps als Referenz verwendet (so dass dieser den Wert 1 erhält). Es ergibt sich eine relative Fitness zwischen 0 und 1. Die relative Fitness kann, in Gleichungen eingesetzt, zur Vorhersage von Allelfrequenzen bei unterschiedlich starker Selektion verwendet werden.

## Gesamtfitness
Eine Erweiterung erfuhr der Fitness-Begriff, indem auch der Fortpflanzungserfolg nahe verwandter Individuen in der Berechnung berücksichtigt wurde, da deren Gene (genauer: Allele)  zu einem erheblichen Teil identisch sind. Für diese Betrachtung hat sich der Begriff der Gesamtfitness etabliert (auch: „inklusive Fitness“). Durch die Betrachtung der Gesamtfitness lässt sich insbesondere die Entstehung altruistischer Verhaltensweisen erklären.

## Berechnung der Fitness
Häufig wird die Euler-Lotka-Gleichung zur Berechnung der Fitness bzw. der Wachstumsrate {\displaystyle r} eines Genotyps verwendet (die Formel gilt für eine Population sich asexuell fortpflanzender Genotypen, wobei die Generationen überlappen):
{\displaystyle \sum _{x=1}^{L}l_{x}m_{x}e^{-rx}=1}
- {\displaystyle x} zählt gleiche Intervalle des Alters von 1 bis zur maximalen Lebenszeit {\displaystyle L}
- {\displaystyle l_{x}} ist die Überlebenswahrscheinlichkeit bis zum Alter x
- {\displaystyle m_{x}} ist die durchschnittliche Fruchtbarkeit im Alter x

Überlappen sich die Generationen, wird die Wachstumsrate {\displaystyle r} des Genotyps als die Fitness jedes Individuums gemessen. Für den Fall, dass sich die Generationen nicht überlappen, wird die Fitness eines Genotyps über die Ersetzungsrate {\displaystyle R\ (\approx e^{r})} gemessen. {\displaystyle R} ist dabei das Produkt der mittleren Fruchtbarkeit eines Genotyps und der Überlebenswahrscheinlichkeit bis zum fortpflanzungsfähigen Alter.
Für sich sexuell fortpflanzende Individuen lässt sich die Fitness schwieriger berechnen, weil die Häufigkeit eines Genotyps in jeder Generation von der Überlebensfähigkeit und der Fruchtbarkeit all jener Genotypen abhängt, die durch Kreuzung zu seiner Entstehung beitragen können. Die Fitness eines sexuellen Genotyps kann geschätzt werden, indem man seine {\displaystyle l_{x}}- und {\displaystyle m_{x}}-Werte misst und die Wachstumsrate oder die Ersetzungsrate berechnet.